# Escut d'Alacant
L'escut d'Alacant és el símbol representatiu oficial d'Alacant, capital de la província homònima i de la comarca de l'Alacantí, al País Valencià. Té el següent blasonament:
| « | En camp de gules, sota les barres d'Aragó, un castell daurat damunt d'una roca batuda per la mar. Emmarca la fortificació, les inicials A.L.L.A. I fora del blasó, servint de timbre i orla, respectivament, un coronel obert i el Toisó d'Or. | » |

## Història
L'escut va ser aprovat mitjançant Ordre de 29 de març de 1941 del Ministeri de la Governació, amb l'informe previ favorable de la Reial Acadèmia de la Història de 31 de gener.

Escut d'Alacant durant l'època foral.

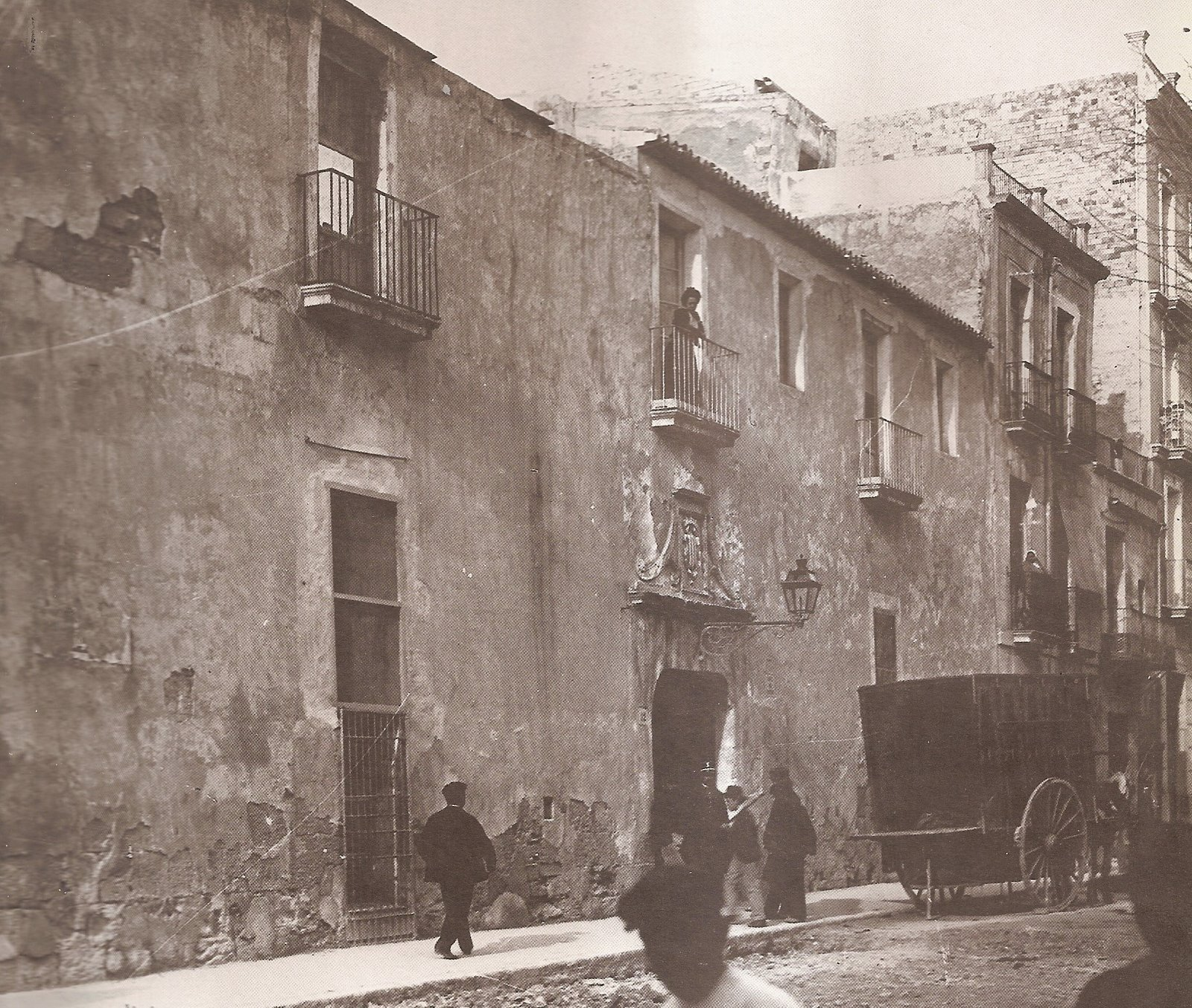
L'Alforí de la Sal en 1900 (aprox.) amb l'escut foral d'Alacant.

L'escut dels quatre pals es va utilitzar fins al segle xviii, quan es va introduir la roca amb el castell damunt la mar (en al·lusió al Benacantil i el castell de la Santa Bàrbara) i les lletres CIIA, amb els quatre pals històrics col·locats dins un escudet sobre el castell. Les lletres eren les inicials de Colonia Iulia Ilice Augusta, ja que es pensava que la ciutat era l'antiga Ilice, colònia romana corresponent, però, a Elx. Les lletres utilitzades actualment per l'Ajuntament, AL LA, foren introduïdes pel cronista de la ciutat Francesc Figueras i Pacheco a la dècada del 1940 per tal de desfer l'error, i al·ludeixen als diversos noms històrics de la localitat: el grec Akra Leuké, el llatí Lucentum i l'actual Alacant.

## Ús contemporani
L'escut actual d'Alacant, per estar oficialitzat des de 1941, no ha sigut necessària la seua homologació per la Generalitat. En diferents tractats d'heràldica es descriu de manera diferent, algunes vegades de manera confosa perquè s'equipara amb l'escut de la província. Per exemple, l'heraldista Piferrer ho descriu amb un castell per damunt d'un puig banyat per les ones de la mar i, en cap, les armes d'Aragó. Més endavant, Vicente de Cadenas el descriu amb l'orde del Toisó d'Or i timbrat amb una corona reial tancada, i les lletres representatives del lema Acra Leuka, Lucentum, Alacant, que ho reflecteix en color daurat.
Sota el govern municipal de Lassaletta, l'Ajuntament d'Alacant va consultar a l'heraldista local Félix Ortiz, sobre la qüestió de les lletres i la seua disposició en l'escut, la resposta del qual fou recomanar de prescindir de cap acrònim a l'escut, perquè considerava que n'eren afegitons personals dels diferents cronistes antics de cada època. En el mateix estudi, Ortiz també recomanava fer servir una corona reial oberta (d'acord amb les normes del Consell Tècnic d'Heràldica valencià). Les recomanacions han estat estimades de forma parcial per part de l'Ajuntament, ja que si bé utilitza una corona oberta, segueix fent-ne servir l'acrònim «A-L-L-A».

Escut oficial. Disseny segons el Marqués de Rafal, informe oficial de la RAH, 1941.
Amb corona tancada, segons Ampelio Alonso de Cadenas i Vicente de Cadenas, 1985.
Sense cap acrònim, d'acord amb la proposta de Félix Ortiz, 1990.

## Imatges

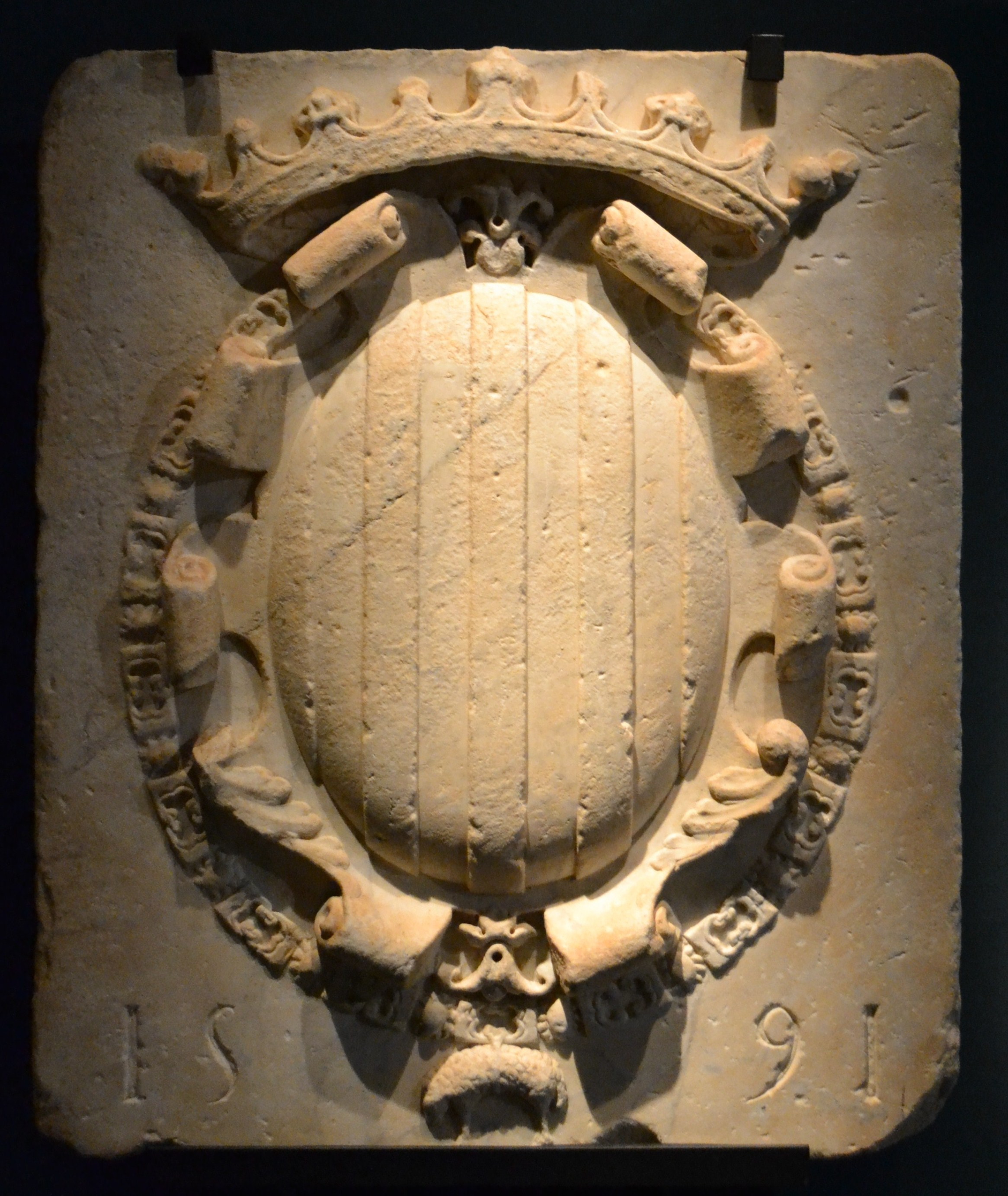
Escut reial de la Casa de l'Alfolí de la Sal (Alacant), 1591, Museu Arqueològic d'Alacant.
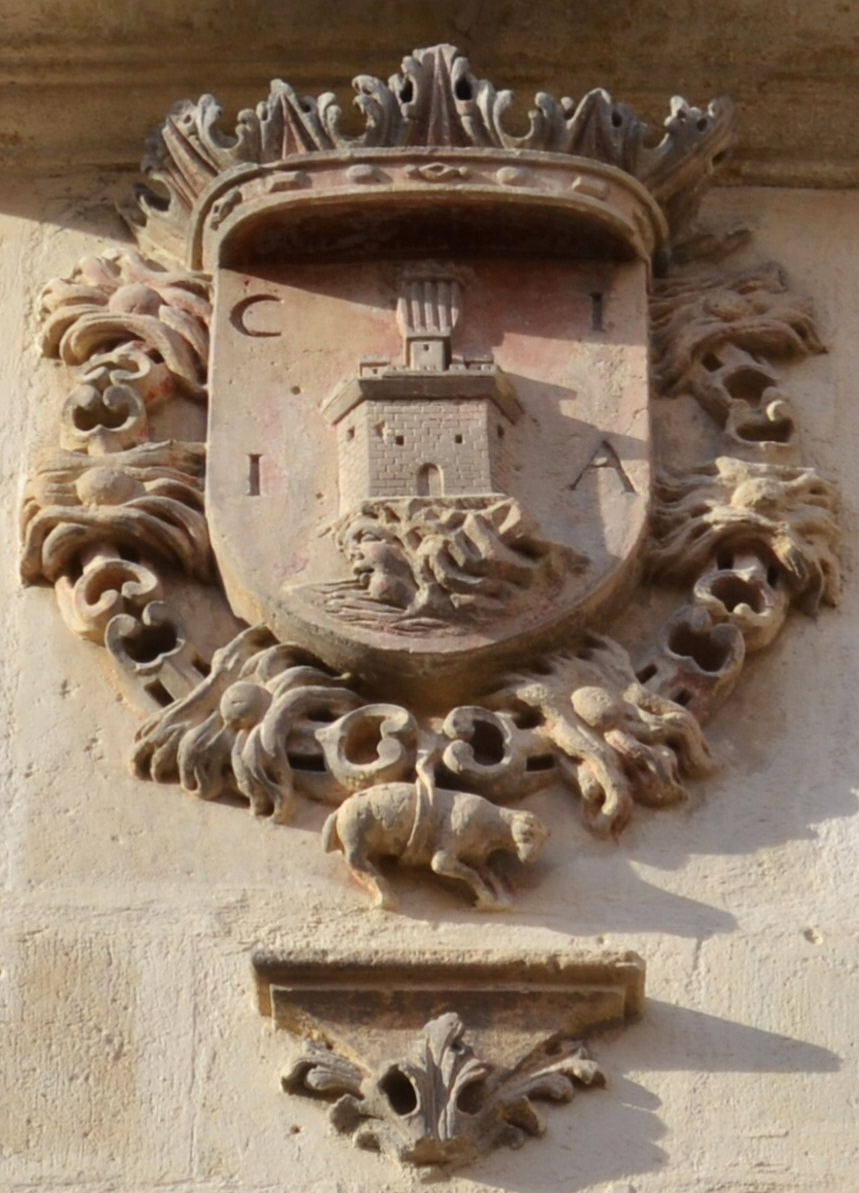
Escut de la ciutat a la casa de l'Assegurada, de 1685.
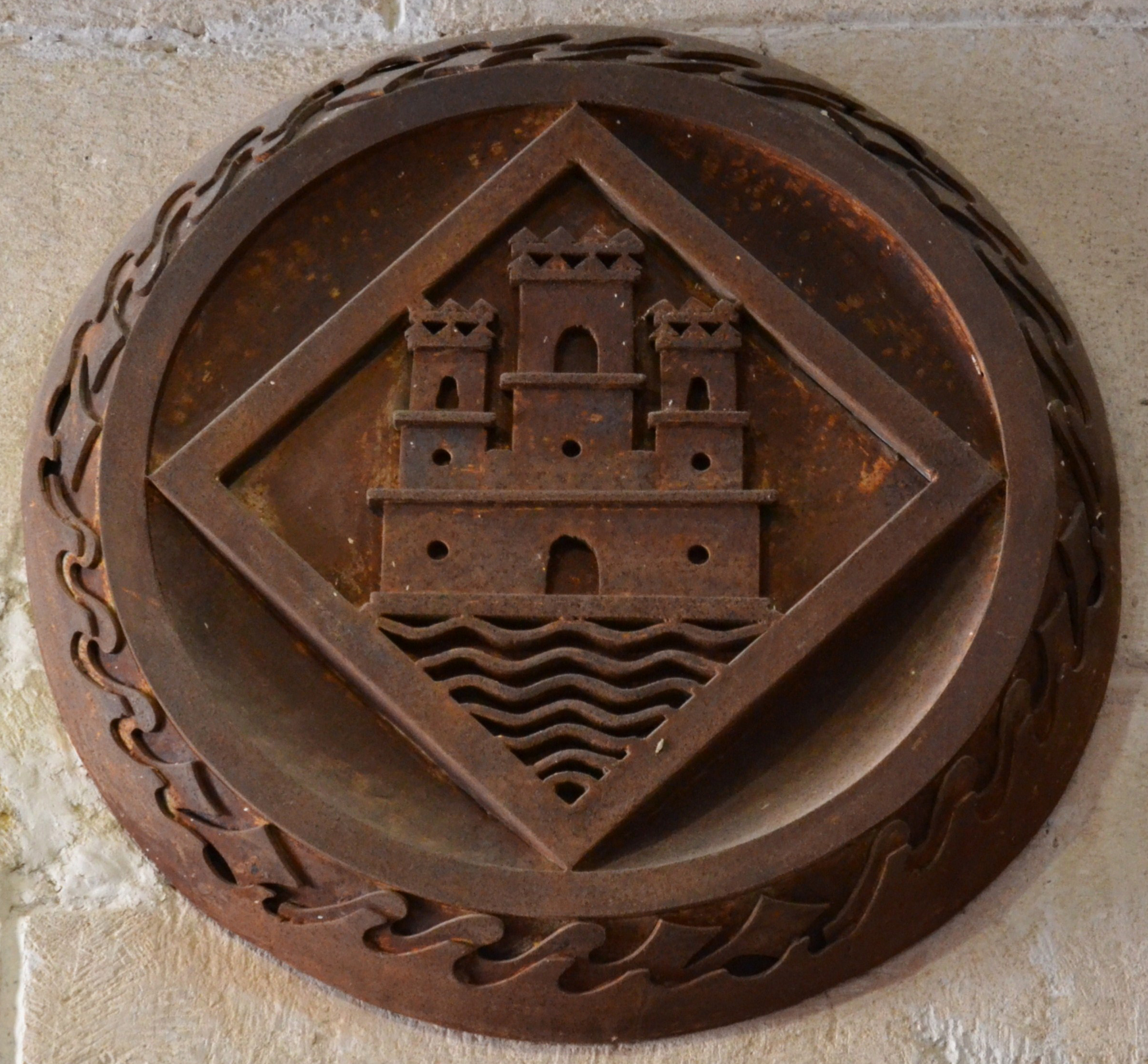
Reproducció en ferro de l'escut de l'altar major de l'església de Santa Maria (1721-24). Castell de santa Bàrbara.
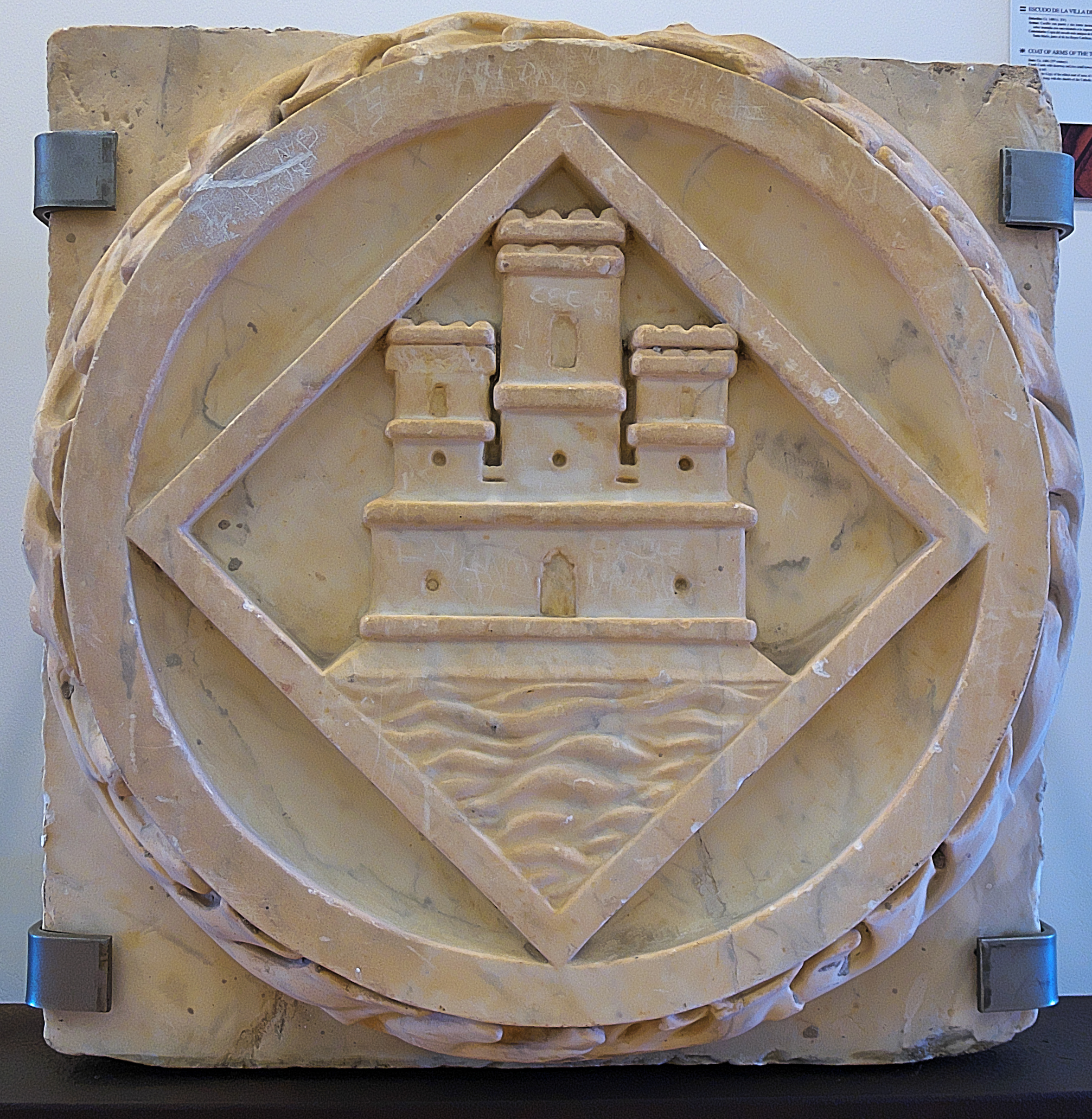
Ídem, en pedra.
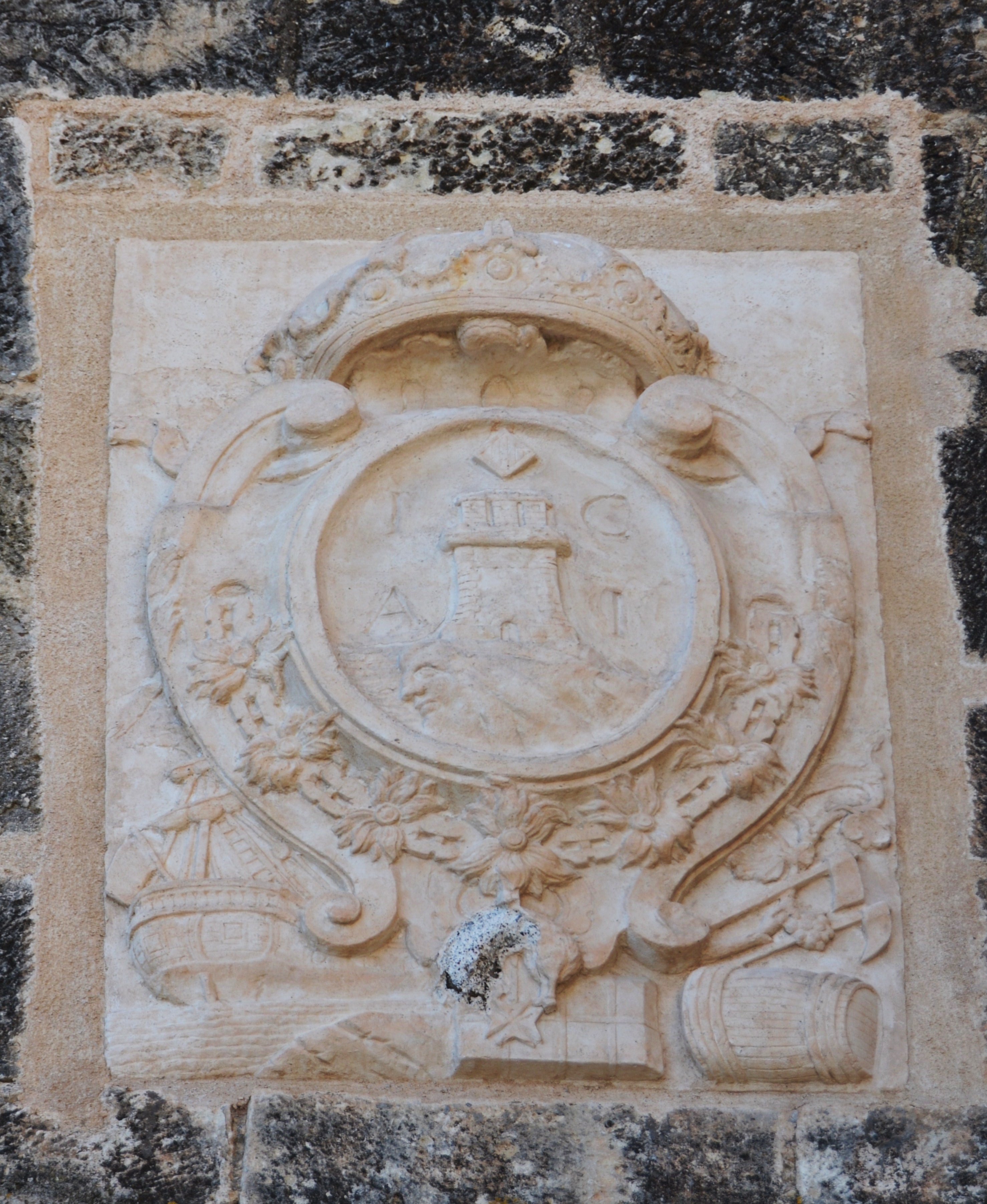
Escut d'Alacant a l'entrada del castell de santa Bàrbara.
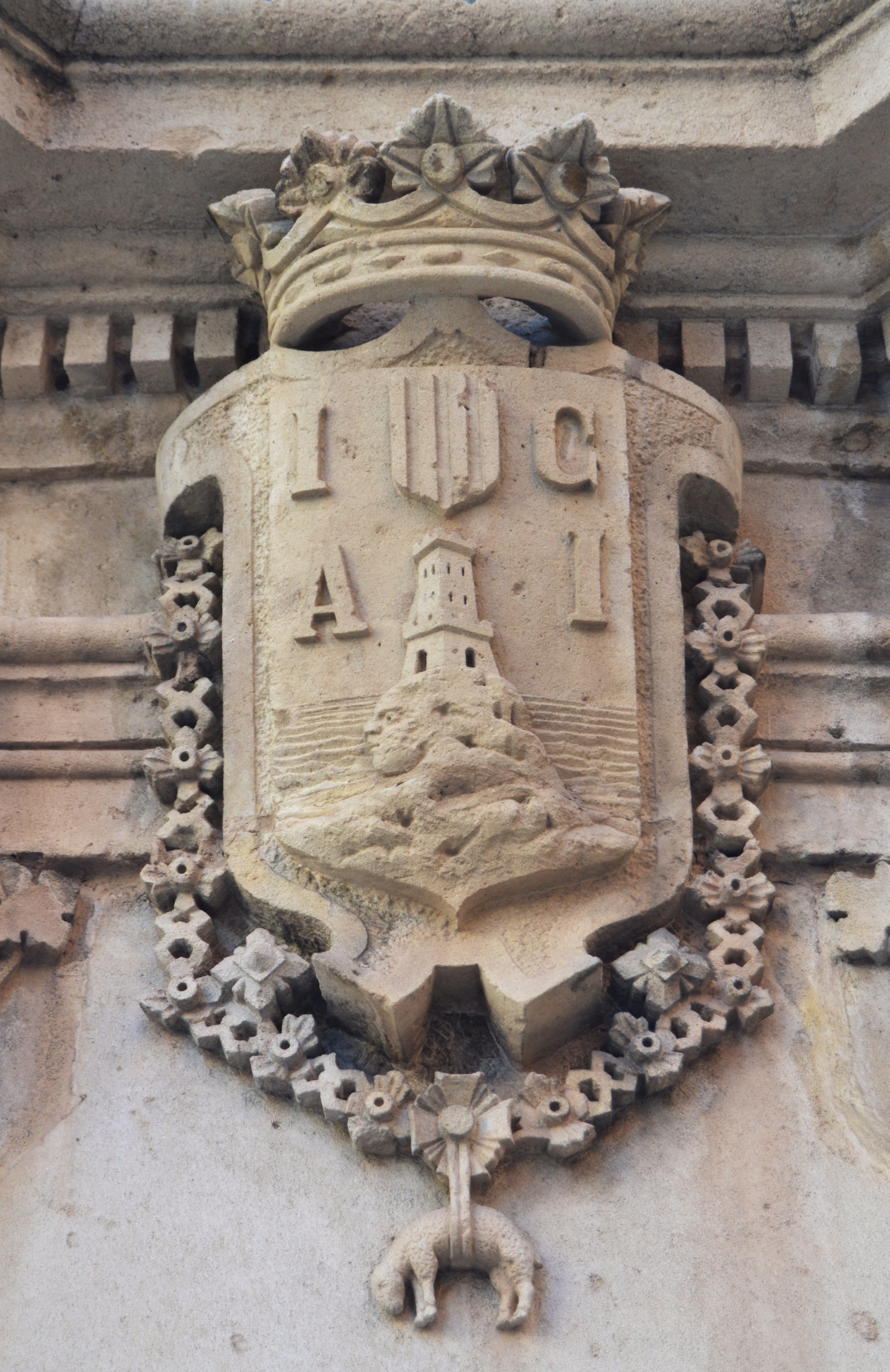
Escut del monument a Maisonnave d'Alacant.
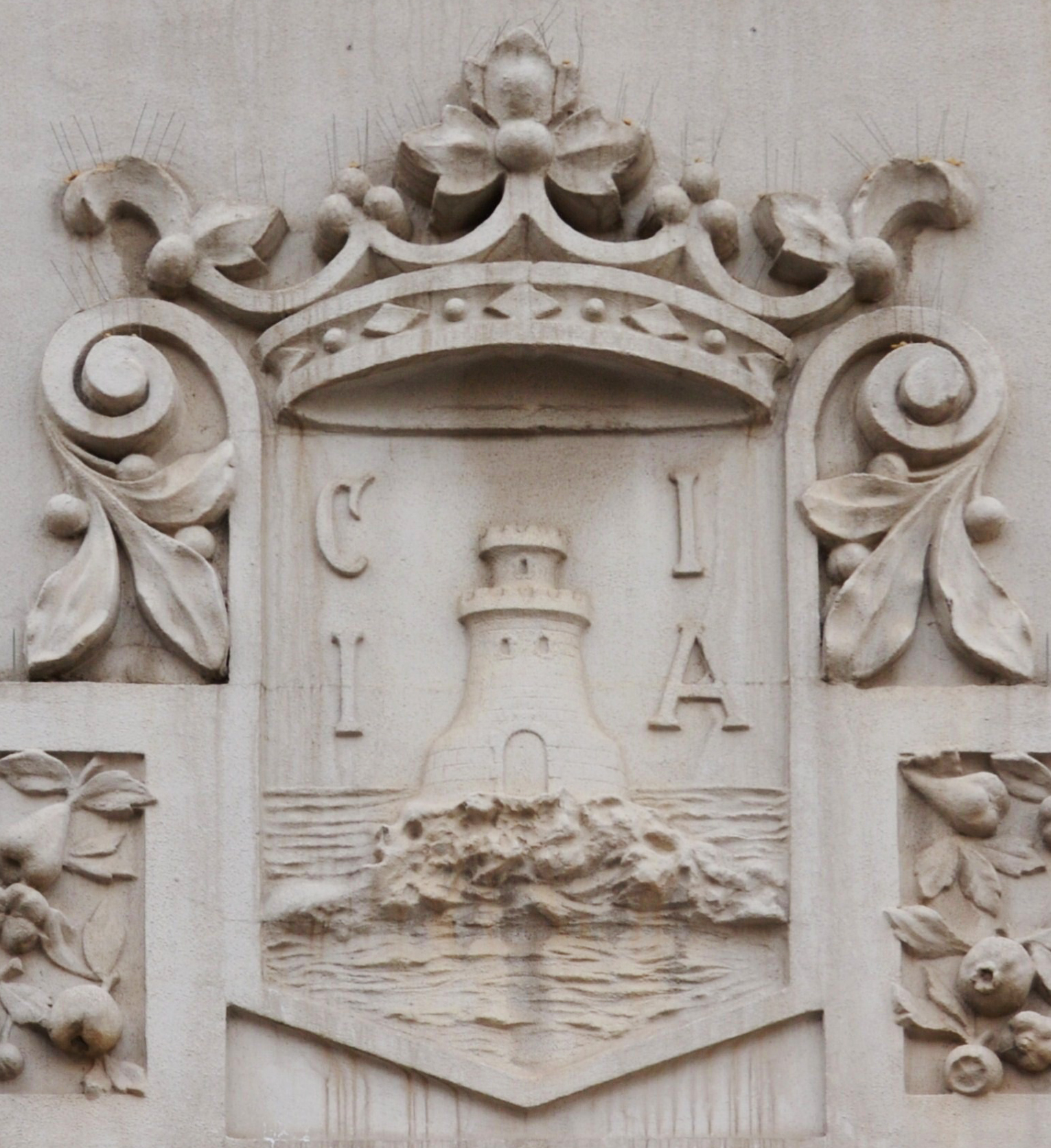
Escut d'Alacant al mercat central.
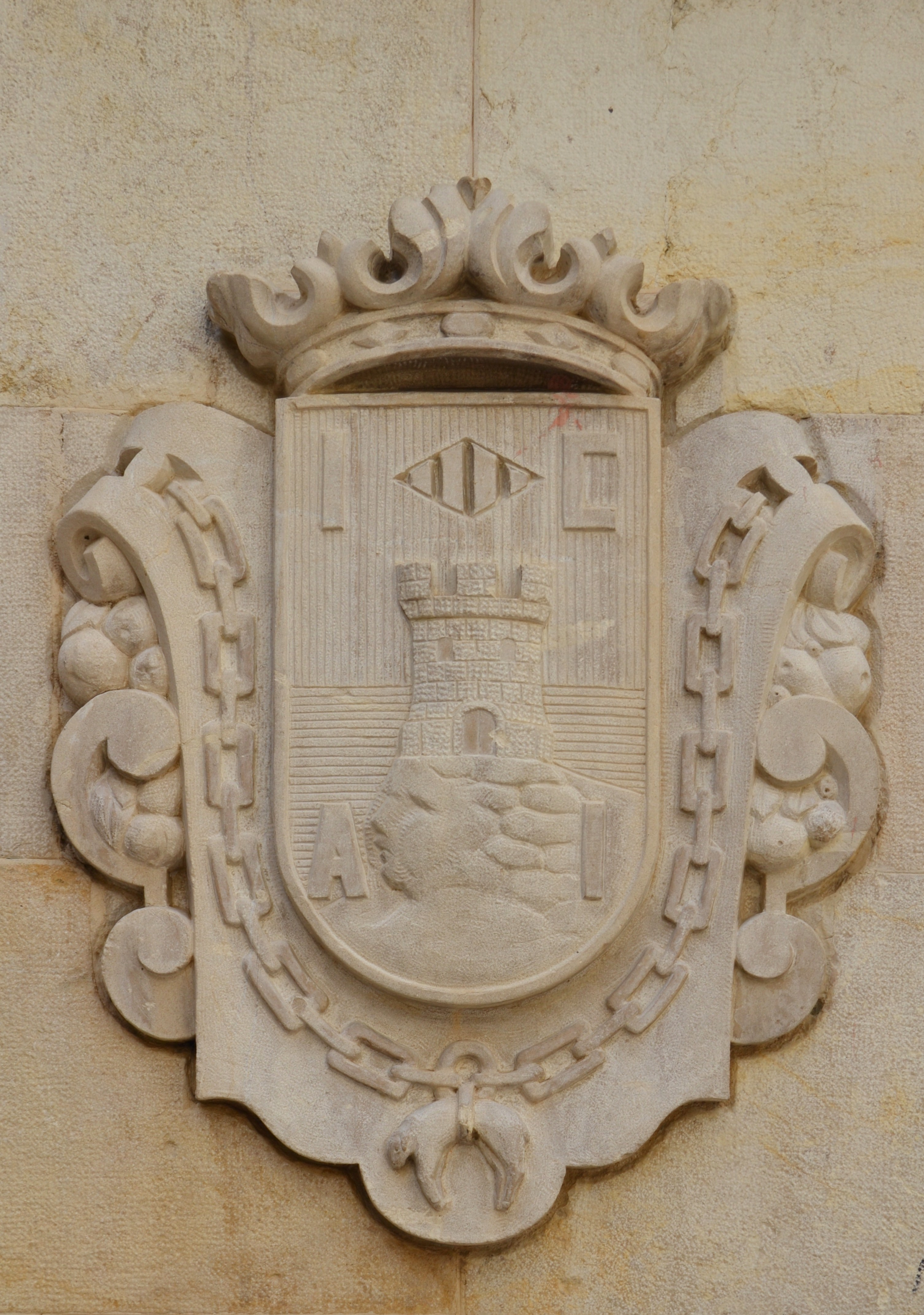
Escut d'Alacant a la font de la plaça de la Santíssima Faç.
Segell de 1876 que es conserva a l'Arxiu Històric Nacional (AHN).